# La Classique Morbihan 2015
La 1re édition de La Classique Morbihan a eu lieu le 29 mai 2015. La course fait partie du calendrier international féminin UCI 2015 en catégorie 1.2. Elle est remportée par l'Australienne Chloe Hosking.

## Récit de course
Margaux Cadol est longtemps en échappée. Chloe Hosking s'impose devant Pascale Jeuland.

## Classements

### Classement final
| \| Classement général \| Classement général \| Classement général \| Classement général \| Classement général \| \| Coureuse \| Coureuse \| Pays \| Équipe \| Temps \| \| ------------------ \| ------------------- \| ------------------ \| ------------------------------- \| ------------------ \| \| 1re \| Chloe Hosking \| Australie \| Wiggle Honda \| 2 h 45 min 42 s \| \| 2e \| Pascale Jeuland \| France \| Poitou-Charentes.Futuroscope.86 \| + 2 s \| \| 3e \| Eider Merino \| Espagne \| Lointek \| + 11 s \| \| 4e \| Margaux Cadol \| France \| Breizh Ladies \| + 17 s \| \| 5e \| Audrey Cordon-Ragot \| France \| Wiggle Honda \| + 34 s \| \| 6e \| Sheyla Gutiérrez \| Espagne \| Lointek \| + 34 s \| \| 7e \| Sandrine Bideau \| France \| Région Centre \| + 34 s \| \| 8e \| Amélie Rivat \| France \| Poitou-Charentes.Futuroscope.86 \| + 34 s \| \| 9e \| Marjolaine Bazin \| France \| DN 17 Poitou-Charentes \| + 37 s \| \| 10e \| Aude Biannic \| France \| Poitou-Charentes.Futuroscope.86 \| + 37 s \| |                     |           |                                 |                 |
| |                     |           |                                 |                 |
| Source : Cycling Quotient |                     |           |                                 |                 |
| Classement général |                     |           |                                 |                 |
| Coureuse | Coureuse            | Pays      | Équipe                          | Temps           |
| 1re | Chloe Hosking       | Australie | Wiggle Honda                    | 2 h 45 min 42 s |
| 2e | Pascale Jeuland     | France    | Poitou-Charentes.Futuroscope.86 | + 2 s           |
| 3e | Eider Merino        | Espagne   | Lointek                         | + 11 s          |
| 4e | Margaux Cadol       | France    | Breizh Ladies                   | + 17 s          |
| 5e | Audrey Cordon-Ragot | France    | Wiggle Honda                    | + 34 s          |
| 6e | Sheyla Gutiérrez    | Espagne   | Lointek                         | + 34 s          |
| 7e | Sandrine Bideau     | France    | Région Centre                   | + 34 s          |
| 8e | Amélie Rivat        | France    | Poitou-Charentes.Futuroscope.86 | + 34 s          |
| 9e | Marjolaine Bazin    | France    | DN 17 Poitou-Charentes          | + 37 s          |
| 10e | Aude Biannic        | France    | Poitou-Charentes.Futuroscope.86 | + 37 s          |